# Zbiornik zewnętrzny promu kosmicznego

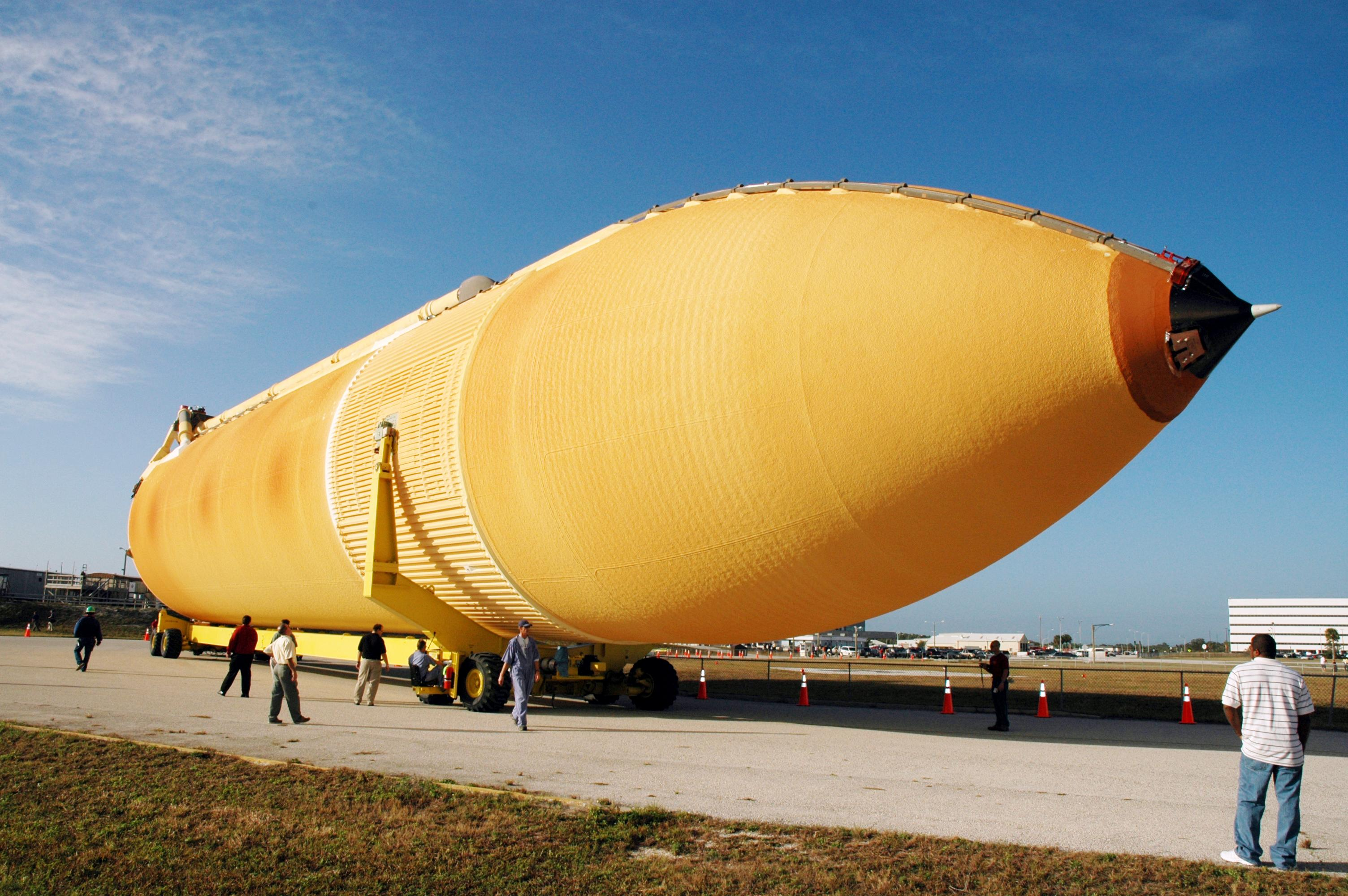
Zbiornik zewnętrzny w drodze do budynku VAB (NASA/KSC)

Zbiornik zewnętrzny promu kosmicznego (ang. External Tank – ET) zawierał paliwo (ciekły wodór) i utleniacz (ciekły tlen) i w czasie wznoszenia podawał te składniki pod ciśnieniem do trzech głównych silników promu kosmicznego (ang. Space Shuttle Main Engines – SSME) zamontowanych na orbiterze. Po wyłączeniu silników głównych, zbiornik był odrzucany. Spadał on do atmosfery, rozpadał się na kawałki i wpadał do oceanu daleko od lądu, zazwyczaj do Oceanu Indyjskiego lub Pacyfiku, z dala od szlaków wodnych. Nie był odzyskiwany. Był produkowany przez Lockheed Martin dla NASA w fabryce Michoud.

## Ogólnie

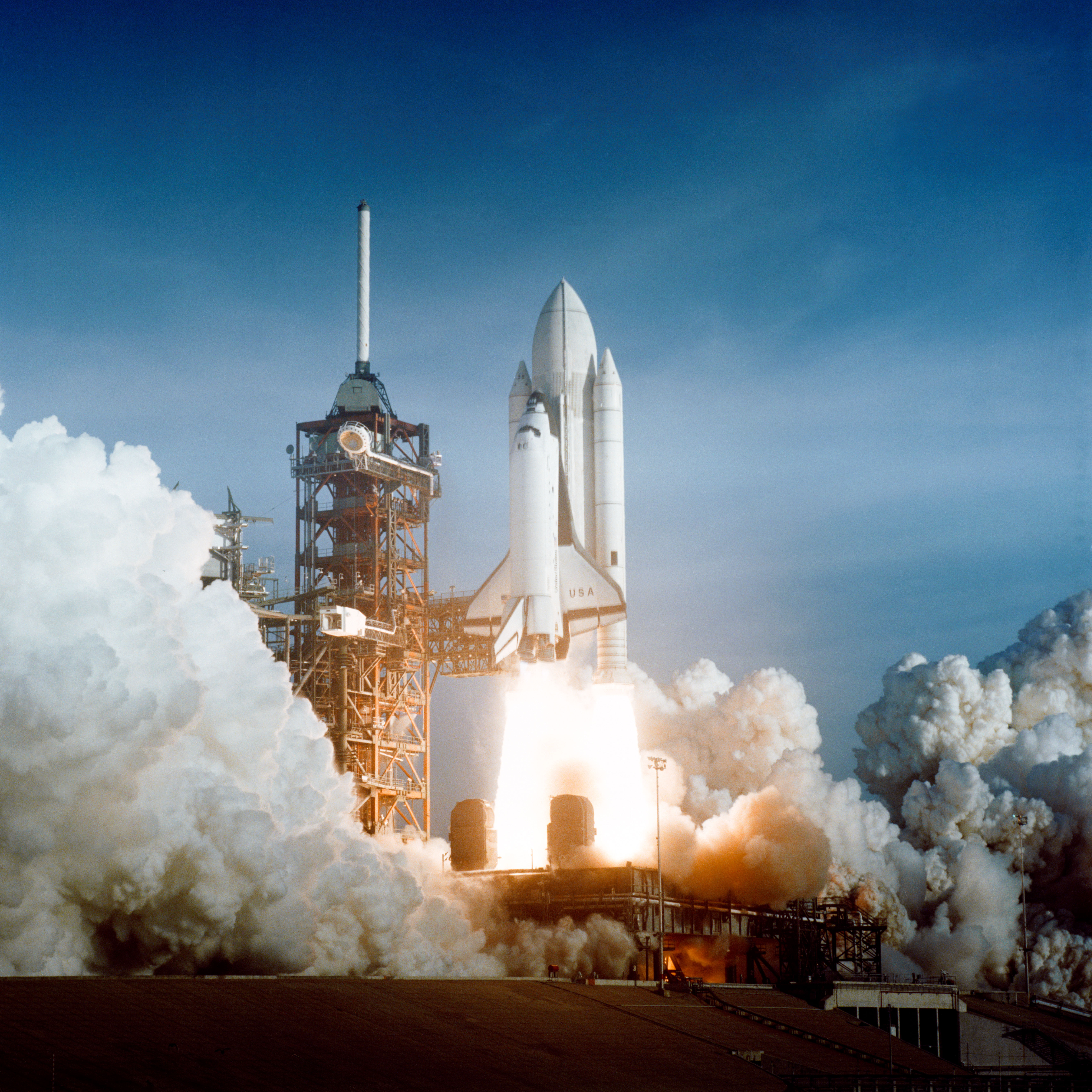
Start misji STS-1. Zbiornik był pokryty białą powłoką FRL tylko dla dwóch pierwszych startów. Od STS-3 zbiornik nie był pokrywany powłoką, aby zmniejszyć jego masę.

Zbiornik zewnętrzny był największym elementem systemu promów kosmicznych, a jeśli był napełniony – także najcięższym. Miał 46,8 m długości i maksymalną średnicę 8,4 m. Był wykonany ze stopu aluminium o grubości pięciu centymetrów. Składał się z trzech głównych elementów:
- dziobowy zbiornik z ciekłym tlenem
- środkowy zbiornik zawierający większość elementów elektrycznych (bez utrzymywania ciśnienia)
- rufowy zbiornik z ciekłym wodorem – to największy element, ale względnie lekki

Pierwsze dwa zbiorniki, użyte w misjach STS-1 i STS-2, były pokryte białą powłoką FRL (Fire Retardant Latex) chroniącą zbiornik przed nagrzewaniem się wskutek atmosferycznego tarcia podczas wzlotu na orbitę. Ze względu na poszukiwanie metod na zmniejszenie wagi systemu, Lockheed Martin od misji STS-3 zaprzestał pokrywania powłoką zbiorników, pozostawiając tylko warstwę podkładową, co później było znakiem rozpoznawczym zbiornika. Zabiegi te pozwoliły na zaoszczędzenie około 300 kg masy.
Począwszy od misji STS-6, zaczęto używać lżejszego zbiornika (ang. Lightweight ET – LWT). Zbiornik ten był używany w większości misji wahadłowców, aż do tragicznej misji STS-107. Począwszy od roku 1998, NASA, do lotów na Międzynarodową Stację Kosmiczną zaczęła używać tak zwanych „superlekkich zbiorników” (ang. Super Lightweight Tank – SLWT), które były jeszcze bardziej odchudzoną wersją. Przyszłe zbiorniki mogą się trochę od siebie różnić, ale każdy będzie ważył około 30 ton. Ostatni ciężki zbiornik, który poleciał w misji STS-7, miał masę 35 ton. Każda jednostka wagi zdjęta ze zbiornika zwiększa możliwości transportowe promu o prawie taką samą wartość. Waga została zmniejszona przez zastosowanie nowych możliwości konstrukcyjnych. Zmniejszona została liczba usztywniaczy konstrukcji, rozłożonych wzdłuż zbiornika z wodorem, użyto mniej obejm usztywniających, zmodyfikowano także główny szkielet zbiornika z wodorem. Znaczna liczba elementów zbiornika została w inny sposób wytoczona, aby zmniejszyć ich grubość. Waga mocowań dla boosterów została zmniejszona przez zastosowanie lżejszych i tańszych stopów tytanowych. Wcześniej zaoszczędzono kilkaset kilogramów usuwając linię antygejzerową. Linia, równoległa do linii podawania tlenu, zapewniała ścieżkę cyrkulacji dla płynnego tlenu, aby zmniejszyć odkładanie się tlenu w postaci gazowej w linii podającej w czasie tankowania zbiornika przed startem. Po przejrzeniu wyników testów naziemnych i danych z kilku pierwszych misji, linia antygejzerowa została usunięta dla misji STS-5 i kolejnych. Całkowite wymiary zbiornika nie zostały zmienione.
Zbiornik dołączony był do orbitera za pomocą jednego punktu na dziobie i dwóch na rufie. W części rufowej znajdowały się także złącza do przepompowywania płynów, gazów, a także przekazywania prądu i sygnałów komunikacyjnych. Sygnały elektryczne i sterujące pomiędzy orbiterem a rakietami dodatkowymi także były przesyłane przez te złącza.

## Elementy

Schemat zbiornika

### Zbiornik z płynnym tlenem
Zbiornik na płynny tlen był strukturą aluminiową typu skorupowego (obudowa stanowi ramę nośną), złożoną z zespawanych odpowiednio przygotowanych paneli. Zapewniał on wytrzymałość 240-250 kPa bezwzględnego ciśnienia. Zbiornik zawierał systemy antyzalaniowe i antywirowe. Ciekły tlen był podawany za pomocą 430 mm linii, poprzez zbiornik środkowy, na zewnątrz zbiornika, do prawego rufowego złącza z orbiterem. Taka średnica linii przesyłowej zapewniała przepływność 1264 kg/s przy pracy silników promu na 104% wydajności. Klinowy nos zbiornika zmniejszał opór i rozgrzewanie konstrukcji. Zawierał system kontroli wznoszenia się pojazdu w atmosferze i służył jako piorunochron. Zbiornik na tlen miał objętość 554 m³ oraz 8,41 m średnicy, 15 m długości, a pusty miał masę 5,4 tony. Mógł pomieścić 530 tysięcy litrów ciekłego tlenu o masie 604 ton przy temperaturze −147,2 °C.

### Zbiornik środkowy
Zbiornik środkowy był stalową cylindryczną konstrukcją typu semi-monocoque z obejmami po obu stronach, służącymi do łączenia zbiorników z ciekłym tlenem i ciekłym wodorem. W zbiorniku środkowym znajdowało się oprzyrządowanie zbiornika. Zawierał też złącza do podawania czystego gazu, systemy wykrywania niebezpiecznych gazów i wrzenia wodoru. Składał się z mechanicznie złączanego poszycia, usztywnień i paneli ze stopów aluminium. Zbiornik środkowy był otwarty w czasie lotu – nie było utrzymywane w nim ciśnienie. Było na nim dziobowe złącze SRB-ET i mocowania rozkładające ciężar SRB na zbiorniki tlenu i wodoru. Zbiornik środkowy miał 6,9 m długości, 8,4 m średnicy i masę 5,5 tony.

### Zbiornik na ciekły wodór
Zbiornik na ciekły wodór był strukturą aluminiową typu półskorupowego składającą się z zespawanych beczkowych sekcji, pięciu głównych obręczy oraz dziobowej i rufowej elipsoidalnych kopuł. Jego wytrzymałość to 220 do 230 kPa ciśnienia bezwzględnego. Zbiornik zawierał mechanizm antywirowy i syfon do przekazywania ciekłego wodoru ze zbiornika, poprzez linię o średnicy 430 mm, do lewego rufowego złącza. Przy silnikach pracujących na 104% wydajności przepływność linii to 211 kg/s. Na dziobowej części zbiornika znajdował się wspornik złącza zbiornika z orbiterem, a na jego części rufowej były dwa otwory pozostałych złącz z orbiterem, a także miejsca na wsporniki stabilizujące. Zbiornik na ciekły wodór miał 8,4 m średnicy, 29,46 m długości, objętość 1 515,5 m³ i masę 13 ton.

### System ochrony termicznej

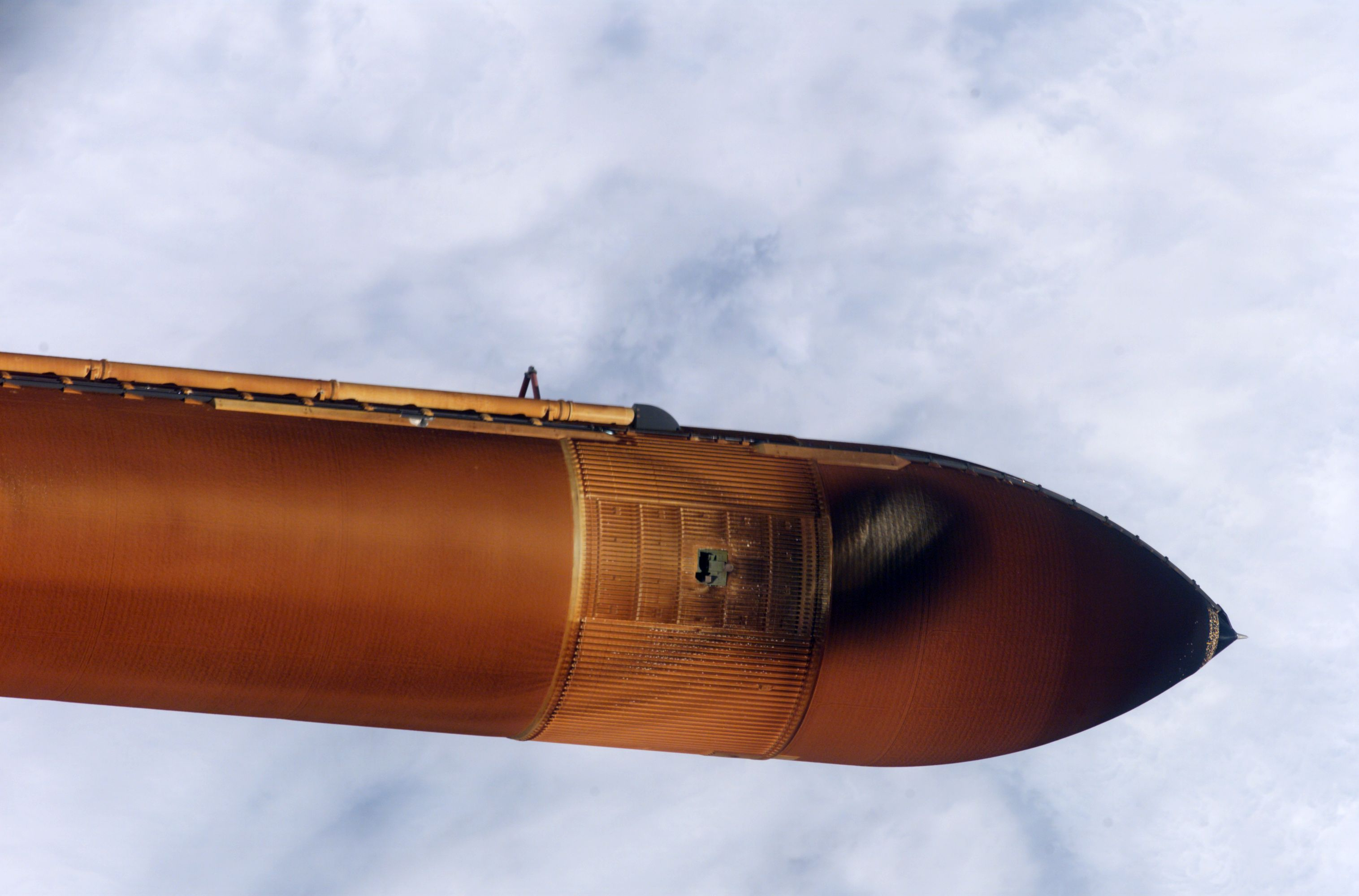
Zdjęcie zbiornika po odrzuceniu – widoczny ubytek pianki

System chroniący zbiornik przed nadmierną temperaturą składa się z natryskiwanej pianki izolacyjnej i formowanych wcześniej materiałów ablacyjnych. System składa się także z termicznych izolatorów fenylowych, mających zapobiegać skraplaniu się powietrza. Izolatory termiczne są niezbędne na zbiorniku z ciekłym wodorem, aby zapobiegać skraplaniu się na odsłoniętych metalowych złączach, a także aby zmniejszyć ilość ciepła, która przedostaje się do ciekłego wodoru. System ochrony termicznej waży 2,2 t.

System ochrony termicznej sprawiał wiele problemów, a jego niedoskonałość spowodowała tragiczne w skutkach efekty. NASA miała problemy z zapobieganiem odpadania fragmentów pianki w czasie lotu. Przed rokiem 1997 izolacja piankowa była wykonywana z użyciem freonu, gazu znanego z destruktywnego efektu na warstwę ozonową. Pomimo że NASA była wyłączona z prawa nakazującego zmniejszenie użycia freonów, a ilość tego gazu użytego przy zbiorniku była minimalna w stosunku do ogólnych ilości, skład pianki został zmieniony. Nowa pianka dużo łatwiej odpadała od zbiornika, powodując dziesięciokrotne zwiększenie ilości zderzeń promu z odpadniętymi elementami w stosunku do starej pianki. Dodatkowo, na zewnętrznej powłoce zbiornika, po jego napełnieniu, często tworzyła się pokrywa lodowa, która także stwarzała zagrożenie dla promu w czasie lotu. W czasie startu promu w misji STS-107, kawałek pianki izolacyjnej oddzielił się od zbiornika i przy bardzo dużej prędkości uderzył w krawędź natarcia skrzydła promu Columbia. W wyniku uderzenia zniszczonych zostało kilka węglowych płytek izolacyjnych, przez co kilka dni później, przy ponownym wchodzeniu w atmosferę, do wnętrza struktury skrzydła wdarła się bardzo gorąca plazma. Spowodowało to rozpad wahadłowca i śmierć jego załogi. 
Ostatecznie problem odpadającej pianki został rozwiązany poprzez zwiększenie ilości kamer na pokładzie wahadłowca i zbiornika. Jeżeli eksperci stwierdzą, iż istnieje ryzyko katastrofy w czasie powrotu na Ziemię, to jest możliwość naprawy poszycia wahadłowca na orbicie, w czasie spaceru kosmicznego. Próbę takiego rozwiązania przeprowadzono podczas misji STS-114. Gdyby to jednak nie wystarczyło, załoga promu pozostaje na Międzynarodowej Stacji Kosmicznej i czeka na start kolejnego wahadłowca, lecącego z misją ratunkową (ang. Launch on Need – LON).

### Osprzęt zbiornika
Zewnętrzny osprzęt, złącza do orbitera, złącza do przesyłania gazów i płynów, systemy elektryczne i bezpieczeństwa miały masę 4,1 tony.
Każdy zbiornik paliwowy zawiera ujście i zawór bezpieczeństwa na jego dziobowym końcu. Ten dwufunkcyjny zawór może być otwarty przez wyposażenie naziemne w celach wentylacyjnych przed lotem, a także w czasie lotu jeśli ciśnienie nad powierzchnią wodoru osiągnie 360 kPa ciśnienia bezwzględnego lub ciśnienie w zbiorniku z ciekłym tlenem osiągnie 270 kPa ciśnienia bezwzględnego.
Zbiornik z ciekłym tlenem zawiera osobny, pirotechniczne otwierany zawór wentylacyjny w części dziobowej. W momencie oddzielenia, zawór jest otwierany, zapewniając siłę wspierającą manewr oddzielenia.
W zbiorniku znajduje się osiem sensorów zawartości zbiorników, po cztery na paliwo i utleniacz. Czujniki opróżnienia zbiornika paliwowego znajdują się na jego dolnej części, natomiast czujniki utleniacza umieszczone są w końcowej części linii podającej tlen w orbiterze. W czasie pracy SSME, komputery ogólnego przeznaczenia stale liczą chwilową masę pojazdu uwzględniając zużycie materiałów pędnych. W idealnych warunkach, główne silniki są wyłączane w momencie osiągnięcia zakładanej prędkości. Jednakże jeśli sensory wykażą puste zbiorniki tlenu lub paliwa, silniki również zostaną wyłączone.
Rozmieszczenie sensorów ciekłego tlenu pozwala na wykorzystanie jak największej ilości utleniacza w silnikach, jednocześnie dając odpowiednią ilość czasu na wyłączenie silników zanim pompy utleniacza wyschną. Dodatkowo, do zbiorników dodawanych jest 500 kg płynnego wodoru ponad ilość wymaganą przez stosunek 6:1 paliwa do utleniacza. W takim wypadku w momencie wyłączenia silników poprzez sensory wykończenia składników paliwowych, w przewodach będzie paliwo. W przypadku wyłączeń z utleniaczem w przewodach może dojść do pożaru i poważnej erozji elementów silnika.
Na szczycie zbiorników ze składnikami paliwa umieszczone są cztery przetworniki ciśnieniowe. Służą one do monitorowania ciśnienia gazu nad powierzchnią płynów.
Każde z dwóch złączy na rufowej części zbiornika pasuje do odpowiedniego złącza na orbiterze. Złącza pomagają utrzymać odpowiednią pozycję między orbiterem a zbiornikiem. Fizyczna siła mocowań zapewniana jest przez nitowanie par złącz do siebie. W momencie wydania polecenia rozdzielenia, nity są rozdzielane przez urządzenia pirotechniczne.
Zbiornik ma pięć złączy do przesyłania składników paliwa do orbitera. Dwa są dla zbiornika z tlenem, trzy dla wodoru. Jeden zawór zbiornika z tlenem jest do utleniacza w postaci płynnej, drugi dla gazu. Podobnie jest w zbiorniku wodoru – dwa zawory są dla wodoru płynnego, jeden dla gazowego. Zawór płynnego wodoru o mniejszej średnicy jest zaworem recyrkulacyjnym, używanym tylko w czasie sekwencji „uspokajania” wodoru przed startem.
W zbiorniku są też dwa złącza elektryczne do przesyłania energii elektrycznej z orbitera do zbiornika i dwóch boosterów, oraz zapewniające wymianę informacji między boosterami, zbiornikiem a orbiterem.

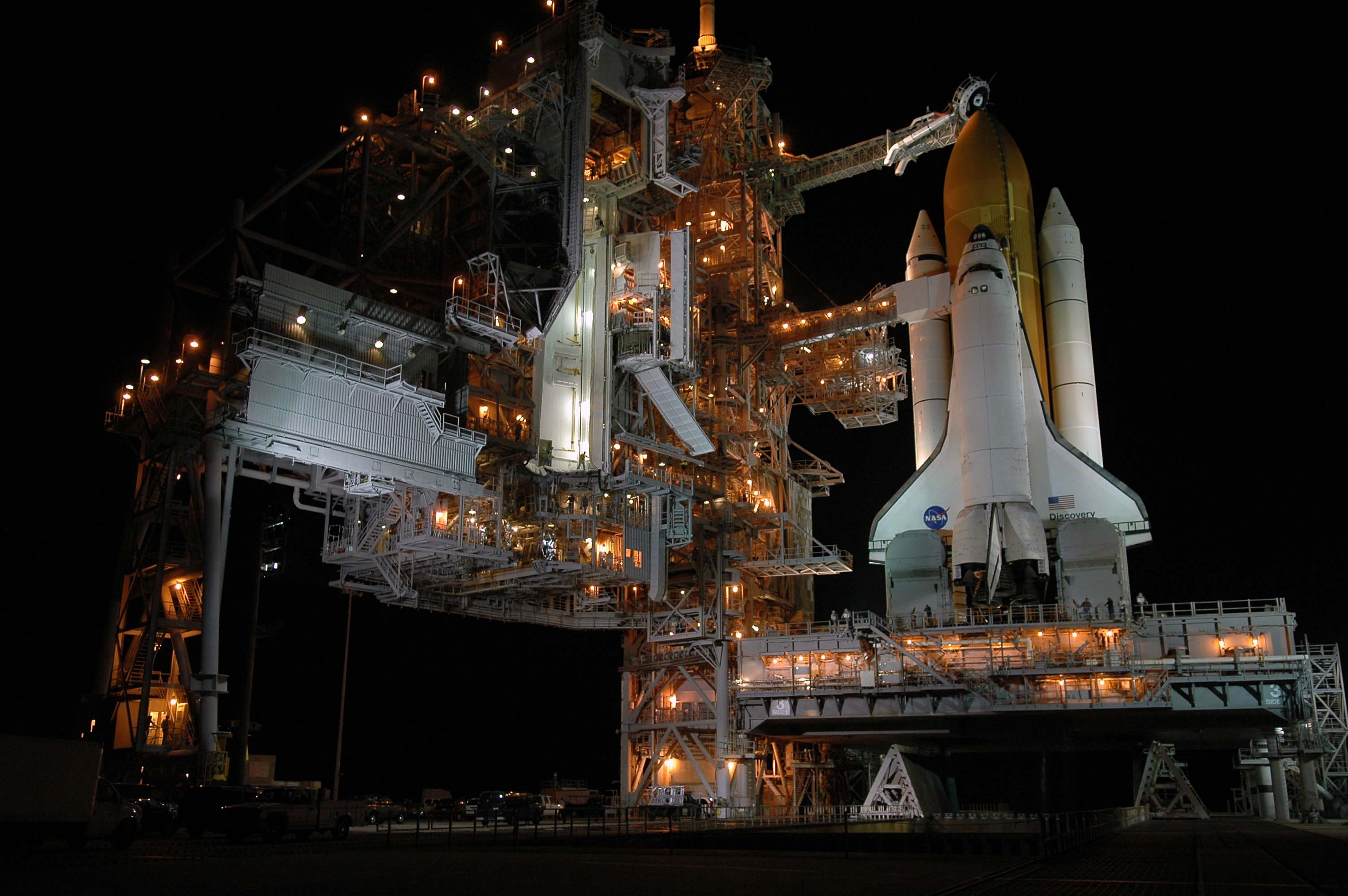
Prom na platformie; na wysięgniku widać stożek zakrywający czubek zbiornika

Instalowany z wysięgnika stożek zakrywa czubek zbiornika ciekłego tlenu w czasie odliczania i jest zdejmowany na około dwie minuty przed startem. Przez przewody w tym ramieniu pompowany jest na szczyt zbiornika azot, który sprawia, że na górze nie osadzają się opary powstałe z ocieplania płynnego LOX, które zagrażają tworzeniem się oblodzenia na zbiorniku, a przez to chronią system ochrony termicznej orbitera w czasie startu.

### Systemy bezpieczeństwa zbiornika
Przed połową lat 90. XX wieku system bezpieczeństwa umożliwiał rozproszenie składników paliwa w razie potrzeby. Składał się on z bateryjnego zasilania, odbiornika/dekodera, anten i ładunków. System ten nie był instalowany w późniejszych wersjach zbiorników.
Parametry zbierane przez sensory są monitorowane i wyświetlane na ekranach orbitera, a także przesyłane do kontroli naziemnej.
Producentem zbiornika był Lockheed Martin (dawniej Martin Marietta), Nowy Orlean, stan Luizjana. Był on produkowany w fabryce Michoud. Odbiorniki systemów bezpieczeństwa produkowała Motorola.